# Maximilien de Hoop Cartier
Maximilien de Hoop Cartier, también conocido como Max Cartier (Buenos Aires, 18 de noviembre de 1967), es un emprendedor, cantante, compositor y productor discográfico. Es conocido por dirigir la expansión de los vinos sudamericanos y cervezas prémium en Norteamérica y Europa.

## Inicio de su vida
Cartier nació en Buenos Aires, Argentina. Su madre, Sarah Cartier, es descendiente directa de la Familia de joyeros Cartier en Francia. Su padre, Daniel de Hoop, es un miembro retirado de la Familia Real de la Casa de Orange en los Países Bajos.
Cuando niño, Cartier estudió en un internado inglés, Belgrano Day School, en Buenos Aires, hasta que cumplió los 18 años de edad. Fue entonces cuando se mudó por su cuenta a Europa, donde estudió administración de hoteles y enología en Suiza. Cartier obtuvo el grado de Maestría en Economía por la Universidad de Lausana. También se graduó como maestro con un Diploma Federal Suizo para Negocios y dio cátedras de negocios a estudiantes de la Universidad de Lausana durante varios años.
Después de graduarse del  Glion Institute of Higher Education en Suiza en 1990, Cartier se mudó a Londres por dos años, donde trabajó en un pequeño hotel en Paddington como asistente del gerente general.

## Trayectoria

### Suiza
A su regreso a Suiza en 1992, Cartier dirigió todos sus esfuerzos a la producción y mercadeo de vinos, coñac, champán y por último, cervezas prémium. Pasó 15 años de su vida en Ginebra y Lausana, donde fundó su primera empresa. Él comenzó a producir vinos, champán y coñac en la zona de Burdeos  en Francia. Cartier registró sus propias marcas a nivel mundial y comenzó a utilizar su marca registrada Patagonia para producir e importar vinos y cervezas prémium provenientes de Argentina y Chile a Europa, incluyendo  Quilmes, la marca líder en el mercado de Argentina (76.4%).

### Argentina
Cartier aprendió que los creadores de las leyes en Argentina estaban considerando la promulgación de una ley anti-monopolios. Él voló a Buenos Aires para conocer de primera mano esta situación. Una vez ahí, encontró que el Gobierno Federal estaba requiriendo a algunas industrias para que disminuyeran su producción para reducir su presencia en el mercado.
Después de una negociación que duró cerca de un año, Cartier logró tomar control de la industria cervecera de la Cervecería San Carlos (antes conocida como Bieckert). La planta cervecera cubre 11,000 metros cuadrados de tierras. Cervecería San Carlos producía casi el 40% de toda la cerveza argentina consumida durante la época de los años 1980’s. Cartier contrató técnicos de empresas tales como InBev Group y Heineken, y rápidamente implementó controles de calidad y protocolos de producción. Invirtió fuertemente en nueva maquinaria y tecnología, expandiendo la capacidad producción total de la planta cervecera a 50 millones de botellas al año.
La cervecera de Cartier produjo cerveza bajo dos marcas principales: Patagonia y Primitiva. Estas marcas fueron exitosas regionalmente, y Cartier comenzó a exportarlas a países tales como Uruguay, Paraguay, Brasil, Puerto Rico, Estados Unidos de América, Canadá, Corea, Japón, Italia, España, Suiza, y el Reino Unido y Australia.
 Luciano Benetton  le sugirió que se expandiera la producción y las exportaciones de Cartier para incluir agua embotellada Prémium bajo su marca Patagonia.  Cartier aceptó la propuesta. Viajó a lo largo de toda la región de la Patagonia, tanto del lado de Argentina como del lado chileno, visitando cualquier fuente potencial de agua pura de manantial. Después de un año de búsqueda, encontró un manantial en la Patagonia. Localizado en Hielos glaciares de los Andes, el agua está completamente libre de contaminantes. La fuente de agua a lo alto de la montaña es una de las últimas reservas milenarias fuera de la contaminación y virgen frente a la actividad humana.
Cartier voló hasta Treviso, Italia, para presentar sus descubrimientos a Benetton. Ellos comenzaron pronto a trabajar en la logística para la instalación de una embotelladora directamente en la fuente del agua. Pasaron tres años antes de que Cartier pudiese obtener todos los permisos e inspecciones necesarias para la construcción y operación de la embotelladora. Hoy en día, la planta embotelladora de la Patagonia tiene una producción anual total de 120 millones de botellas.

### Kosovo
En 1998, la guerra estalló en la antigua república Yugoslava de Kosovo, y Cartier perdió todo contacto con su amigo personal, el Sr. Ramush Haradinaj. Posteriormente descubrió que Haradinaj había regresado a su país natal y tomado el control de un ejército de 10,000 guerreros rebeldes.
Cartier viajó a la región para ver si podía ayudar en algo. Haradinaj le explicó que la comida y el agua potable eran escasas. Con toda la disposición de ser de ayuda, Cartier viajó a las cercanías de Grecia, donde rentó un depósito en la ciudad portuaria de Thessaloniki. Desde ahí, enviaba camiones con comida, agua y provisiones de primera necesidad.
Como reconocimiento a su sacrificio personal, Cartier recibió un collar de oro sólido puro, en forma de un águila de dos cabezas que dentro tenía las siglas UCK (símbolo e iniciales del Ejército de Liberación de Kosovo).

### Músico
Max ya había canalizado su visión en muchas formas, incluido el éxito en la elaboración del vino y las finanzas. Cuando la pandemia lo dejó varado en París y lo obligó, como a muchos de nosotros, a mirar dentro de sí mismo. Lo que descubrió allí, en la Ciudad del Amor, fue pura magia. Gracias a una novia brasileña a la que llamaba a menudo y que no dejaba de decirle a Max que su voz era algo que n debía guardarse para sí mismo, decidió tomar clases de canto. Nadie se sorprendió más que el propio Max cuando primero el tenor de la Ópera de París y luego un entrenador vocal de élite con muchas estrellas internacionales como clientes acordaron: Max Cartier nació para cantar!
En 2022, Max grabó un álbum en los Capitol Studios, en una sesión que fue inolvidable incluso para los estándares de Hollywood. Se abrieron los estudios A y B para crear un espacio unificado para más de 50 músicos de talla mundial y la cantante estadounidense Brenna Whitaker (considerada como una de las mejores cantantes de nuestro tiempo) se unió a Max para un dueto. Fue un momento sacado directamente de un cuento de hadas de big band, cuando el micrófono Neumann U47 favorito de Sinatra fue llevado al estudio para capturar la conmovedora actuación de Max en lo que sería un emotivo gran final para todos los involucrados, ya que fue el último álbum grabado en estos locales de varios pisos antes de que Capitol Studios cerrara por renovaciones.
Words of Love se lanzó en marzo de 2023 con conciertos en vivo programados para comenzar en París, Los Ángeles, Buenos Aires y Montecarlo, etc.
Actualmente, Max está trabajando en la grabación del próximo álbum de todas las canciones originale francés, escrito en colaboración con el compositor parisino Johan Czerneski.

## Filantropía
Mientras estaba en Suiza, Cartier se involucró en la administración de la organización filantrópica familiar, la “Fundación de Hoop Cartier”. La fundación se encuentra establecida en Ginebra, Suiza. Su misión es continuar con las actividades filantrópicas del abuelo de Cartier, Monsieur Émile B. Cartier. Estas actividades incluyen la promoción de la educación, las artes, la cultura y el cuidado de la salud.

## Vida personal
Cartier es muy conocido por ser aventurero, y tiene una pasión por el viaje alrededor del mundo y por los deportes. Él es un esquiador profesional y un piloto con licencia. Cartier es fluido al hablar en francés, español, inglés, italiano, y portugués.

## Actividad sabática
Ya concluida la guerra de Kosovo, Cartier regresó a sus negocios en Suiza. Sin embargo, la experiencia no le permitió concentrarse en el negocio del día a día. Además, su padre, Daniel de Hoop, había estado peleando por dos años en contra de un cáncer muy avanzado, y tenía los días contados. Cartier tomó un vuelo para estar al lado de su padre y acompañarlo en los últimos de sus días.
Cuando su padre murió, Cartier dejó su negocio en manos de sus representantes, socios y colegas cercanos. Fue entonces cuando se tomó un año sabático, durante el cual viajó alrededor del mundo, habiendo pasado por países como Venezuela, Brasil, los Estados Unidos de América, Tailandia, Inglaterra, España, los Países Bajos, Alemania, Francia, Perú, Rusia, Grecia, Argentina y Uruguay.